# Kaiparapelta
Kaiparapelta is een geslacht van weekdieren uit de klasse van de Gastropoda (slakken).

## Soorten
- Kaiparapelta askewi McLean & Harasewych, 1995
- Kaiparapelta singularis B. A. Marshall, 1986 †